# Next Stop, Greenwich Village
Next Stop, Greenwich Village is een Amerikaanse film uit 1976 van Paul Mazursky met in de hoofdrollen Lenny Baker, Shelley Winters en Christopher Walken.
De film is gebaseerd op de periode dat Paul Mazursky als aankomend acteur in 1953 zijn tijd doorbracht in de coffeeshops van de Greenwich Village in New York.

## Verhaal
In 1953 probeert de jonge Larry Lipinsky weg te komen uit Brooklyn, New York. Zijn moeder is razend als ze hoort dat Larry weg wil uit het ouderlijk huis. Ze kan zich niet voorstellen dat Larry zijn geld wil verdienen als acteur, terwijl hij toch ook een behoorlijke baan kan krijgen. Larry zet echter door en verhuist naar Greenwich Vilage, het toenmalige artistieke hart van New York. Hoewel Larry zichzelf ziet als de nieuwe Marlon Brando (hij citeert regelmatig teksten uit A Streetcar Named Desire), blijkt de weg naar roem niet geplaveid met rozen. Larry doet audities, probeert de verhouding met zijn vriendin Sarah te onderhouden en verblijft regelmatig in lokale coffeeshops samen met een groot aantal vrienden. De vaste kern bestaat uit Connie, die niet helemaal spoort, de jonge dichter Robert, Bernstein, een zwarte danser en de emotioneel gestoorde Anita. De groep heeft het meeste werk aan Anita die regelmatig aankondigt dat ze zelfmoord gaat plegen. De vrienden rukken dan uit om Anita weg te houden bij pillen en andere zelfmoordartikelen. Net op het moment dat de groep de aankondiging van zelfdoding niet meer serieus neemt, pleegt Anita wel zelfmoord.
De dood van het meisje zet een domper op de band van de vrienden. Het einde van een tijdperk kondigt zich aan. Larry doet auditie voor een film die zal worden opgenomen in Hollywood en verlaat nu niet alleen de Greenwich Village, maar ook New York.

## Rolverdeling
| Acteur             | Personage      |
| ------------------ | -------------- |
| Lenny Baker        | Larry Lapinsky |
| Shelley Winters    | Fay Lapinsky   |
| Ellen Greene       | Sarah          |
| Lois Smith         | Anita          |
| Christopher Walken | Robert         |
| Antonio Fargas     | Bernstein      |
| Jeff Goldblum      | Clyde Baxter   |

## Achtergrond
In 1953 was Paul Mazursky nog een jong en aankomend acteur. Hij had een rolletje gespeeld in Fear and Desire van Stanley Kubrick en zou de rol gaan spelen van Emmanuel Stoker in Blackboard Jungle die in 1955 uitkwam. De film is semiautobiografisch en richt zich met name op de sfeer van de tijd. Het New York van begin jaren vijftig wordt perfect in beeld gebracht (met slecht één faux pas, in een van de buitenscènes zijn de Twin Towers te zien die pas werden gebouwd in 1973). Mazursky filmde in Brooklyn en Greenwich Village. Voor de coffeeshop werd Café Reggio in MacDougal Street in Manhattan gebruikt. Greenwich Village of, zoals de New Yorkers zeggen, The Village was vanaf eind negentiende eeuw tot midden twintigste eeuw het centrum van de Amerikaanse bohemièns. Het wordt gezien als de geboorteplaats van de Beatgeneratie. Inmiddels heeft de wijk zijn bohemiènimago verloren vanwege de hoge huren die worden gevraagd. In 1953 was het echter nog altijd de wijk waar je als artiest moest wonen. Voor Mazursky was het slechts een tussenstop naar zijn grote stap naar Hollywood.